# Flagelant

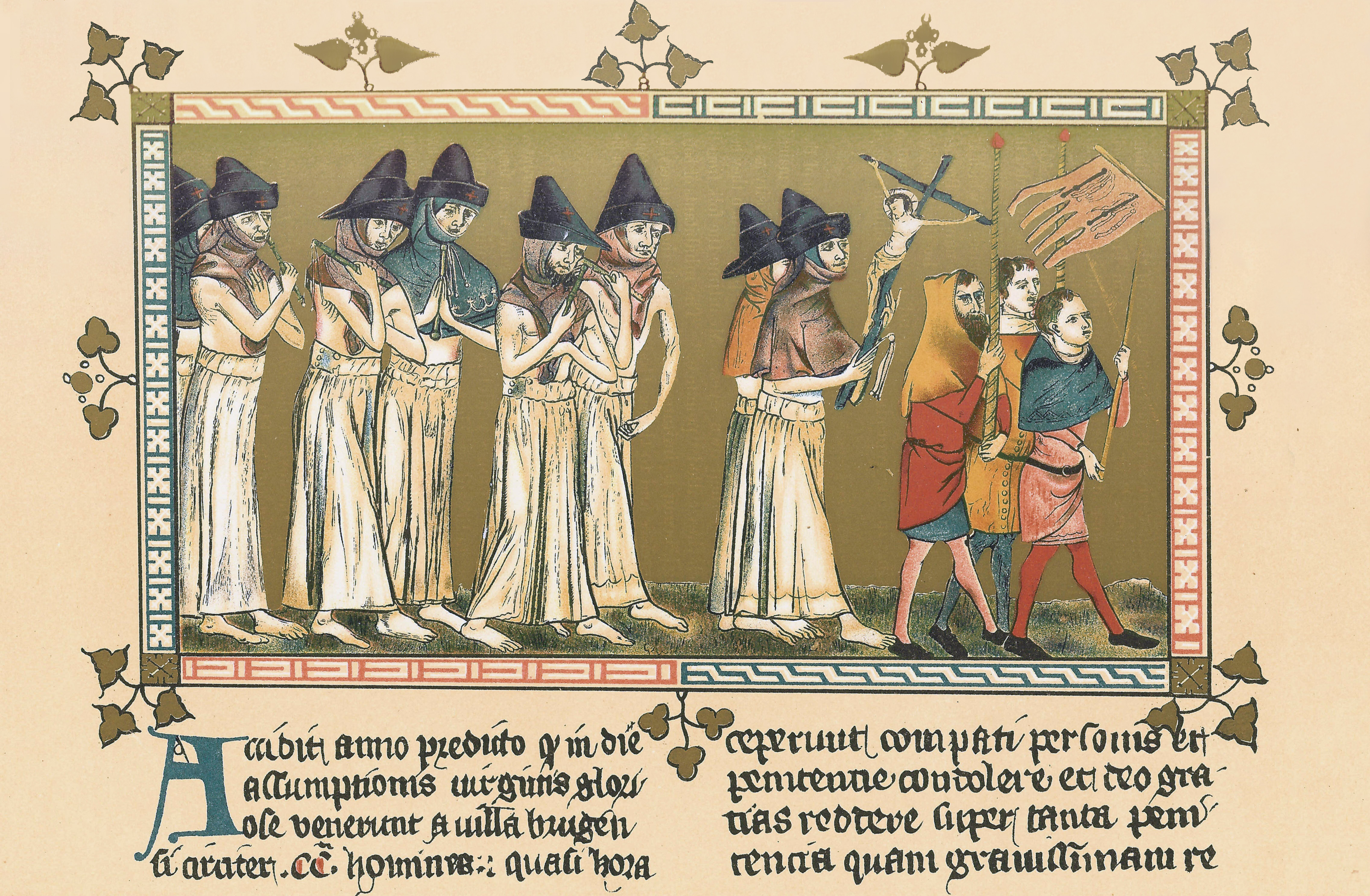
Průvod flagelantů v Belgii 1349

Flagelant (z lat. „flagellans“ – bičující), česky sebemrskač nebo mrskač, označuje přívržence exaltovaného asketického hnutí ve středověku, kteří se na veřejnosti bičovali a chtěli tak pohnout své spoluobčany k pokání před nadcházejícím soudem světa.

## Historie
Bičování sebe sama jako náboženské jednání je známo z mnoha starověkých kultur, z Egypta, z Indie, z Číny aj. Křesťanští poustevníci a později i mniši asketických řádů v něm viděli připodobnění k bičovanému Kristu a k jeho utrpení.

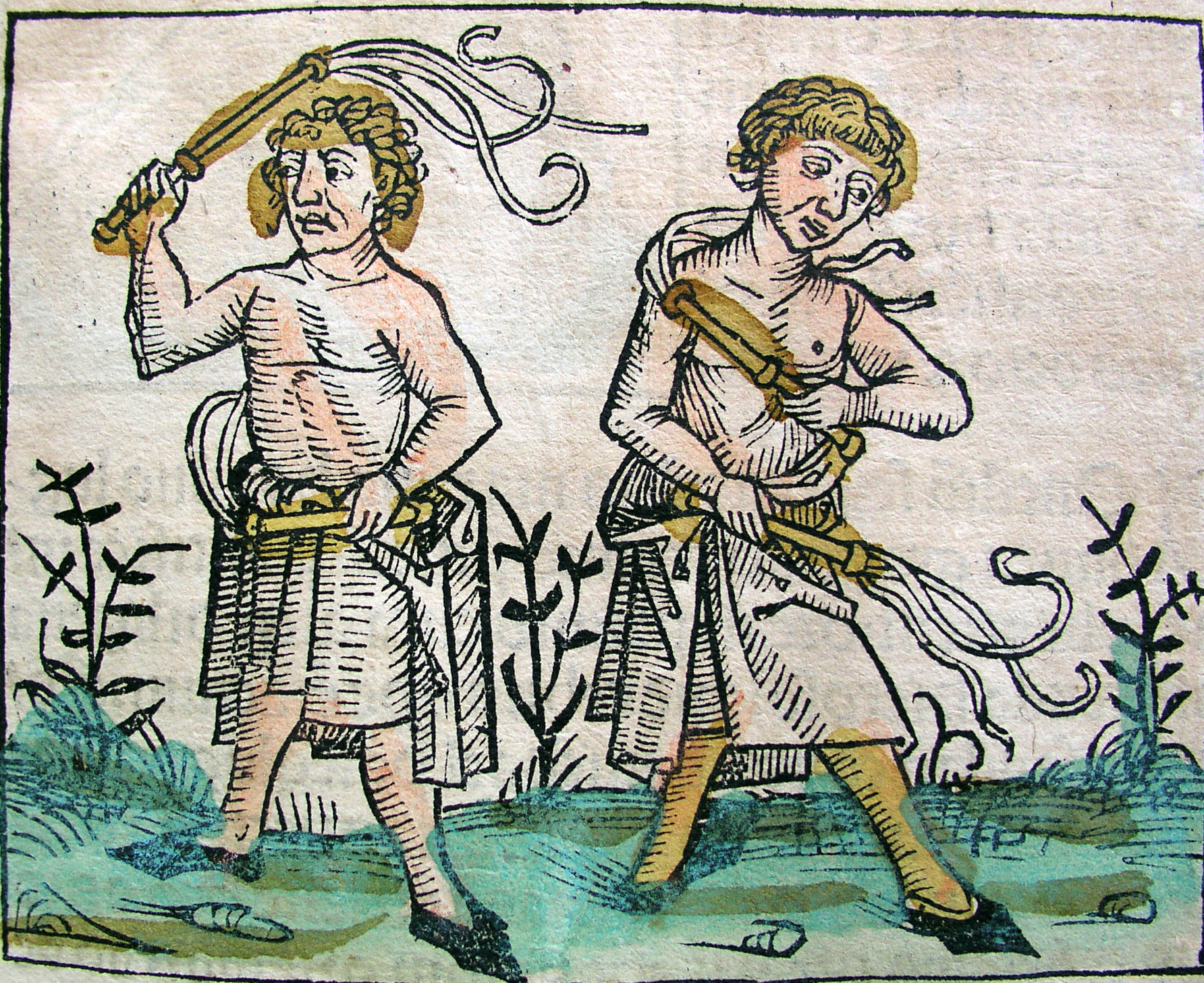
Flagelanti v Německu (Norimberská kronika, 1493)

První masové flagelantské hnutí vzniklo v Perugii roku 1260 na výzvu dominikánského kazatele Raniera. Mnoho lidí ze všech společenských vrstev táhlo v průvodu od města k městu, bičovali se a zpívali, takže se k nim přidávali další. Z Itálie táhli i do Rakouska, Uher, Bavorska, Polska a do Porýní. Protože z toho vznikaly různé konflikty, papež Urban IV. hnutí brzy zakázal. Další vlna podobného kajícnického hnutí vznikla v době velké morové epidemie, která se od roku 1348 rozšířila po celé západní Evropě, od Itálie až do Anglie, Dánska a Čech. V Čechách je na podnět Arnošta z Pardubic dal král Karel IV. ze země vyhnat. S návratem katolictví v období rekatolizace se do Čech tento projev zbožnosti vrátil. Veřejné průvody bičujících se kajícníků, řeholníků i laiků – například z tzv. mariánských náboženských družin – se konaly zejména na Velký pátek. Chodívaly středem města za svitu pochodní, v čele jely na koních symbolické postavy – „Herodes“, „Pilát“ a ostatní soudci Kristovi – a na alegorických vozech byly předváděny živé výjevy z umučení Krista.
Zejména v Německu se flagelanti organizovali do přísně organizovaných sekt, nosili bílé roucho s křížem a vytvářeli si i vlastní učení, například o tom, že účast v průvodu po dobu 33 dnů zbavuje člověka všech hříchů. Konrad Schmid o sobě roku 1360 prohlásil, že je mu svěřena všechna církevní moc a autorita; poté byl roku 1369 upálen. Soudy s flagelanty poté pokračovaly až do konce 15. století, zejména v Durynsku. Podobná, ale méně rozšířená hnutí se pak vyskytovala zejména v jižní Evropě a ve španělských koloniích až do 19. století.

## Flagelanti v naračních pramenech
Dalimilova kronika, napsaná na počátku 14. století, se také o flagelantech zmiňuje.[zdroj⁠?!]
,,Roku dvanáct set padesát devět blud
starý, jenž byl tajen doposud,
projevil se zjevně. Naháči
zas do české země přikvačí,
toulají se v tlupách po kraji,
po pás nazí válejí se v kališti,
metlami si hřbety mrskají
a na služby Boží strašné kletby dští.
Své pokáni staví nade vše,
nechtějí znát ani svátost mše,
takže mnozí lidé nemělí
navštívit se bojí kostely
a páni i paní bez studu
upadají také do bludu.
Vykoupit by duši mohli stad,
kdyby kněz jim určil tak se kát
a všelikou znášet útrapu.
Naháči však chtěli do drápů
Lucifera dostat všechen lid
a jeho řád v světě nastolit.
Hříšníky Bůh omilostní.
Luciferiáni zlostní
platili však za kacíře,
kteří škodí pravé víře.
Proto v ohni hranic Řím

ďábla z těla vyhnal jim."
Zmínku o flagelantech lze nalézt i ve Vídeňské obrázkové kronice (Chronica Picta), vytvořené mezi lety 1358 - 1370: 
,,V tom istom čase, roku Pána tisícdvestošestdesiatom treťom, sa ľud bičoval a kade - tade sa potuloval."